# Calothamnus quadrifidus
Calothamnus quadrifidus és una espècie de planta de la família de les Mirtàcies que es distribueix per l'oest d'Austràlia. És un arbust que es troba a gran varietat de sòls i a gran varietat d'hàbitats.

## Galeria

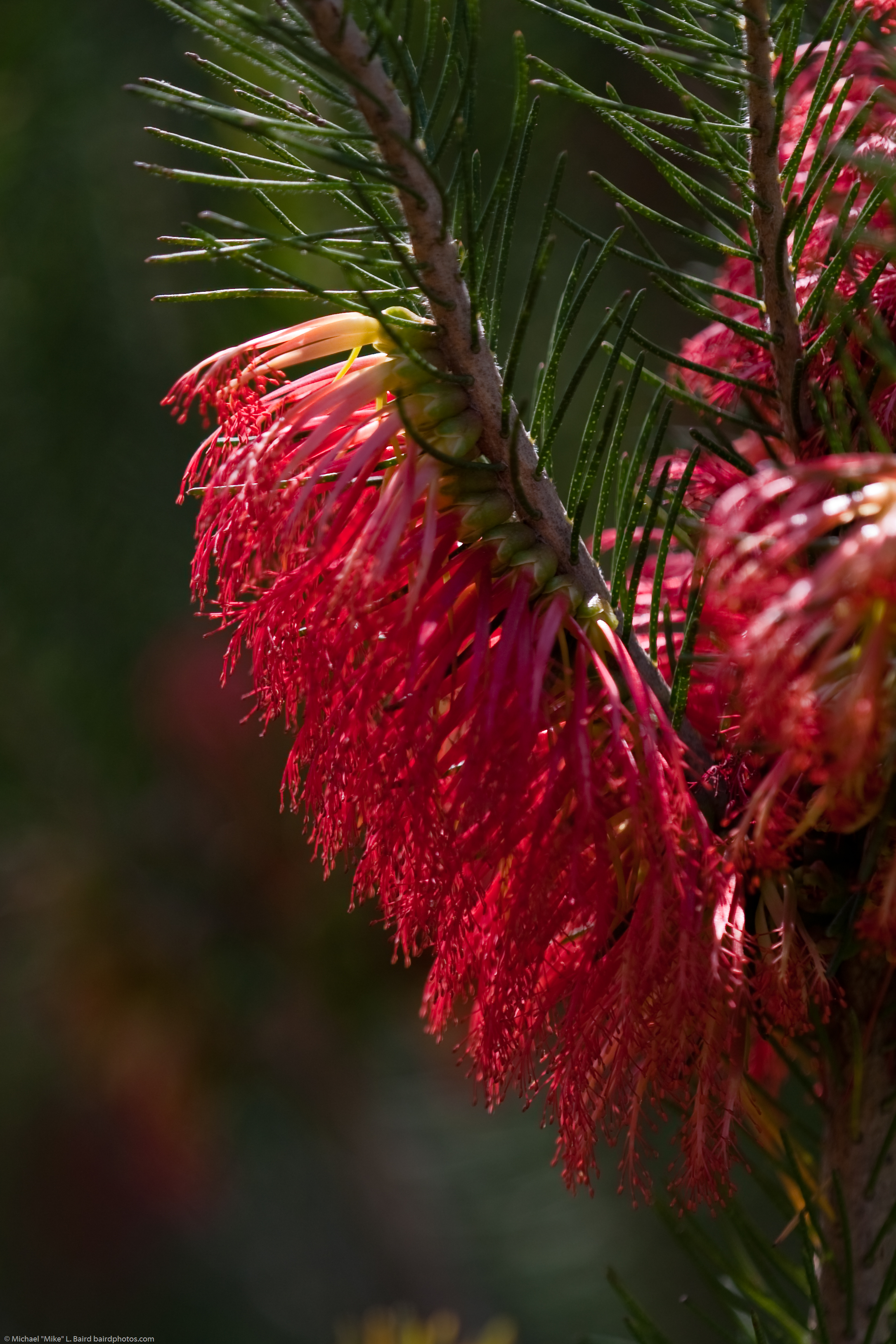
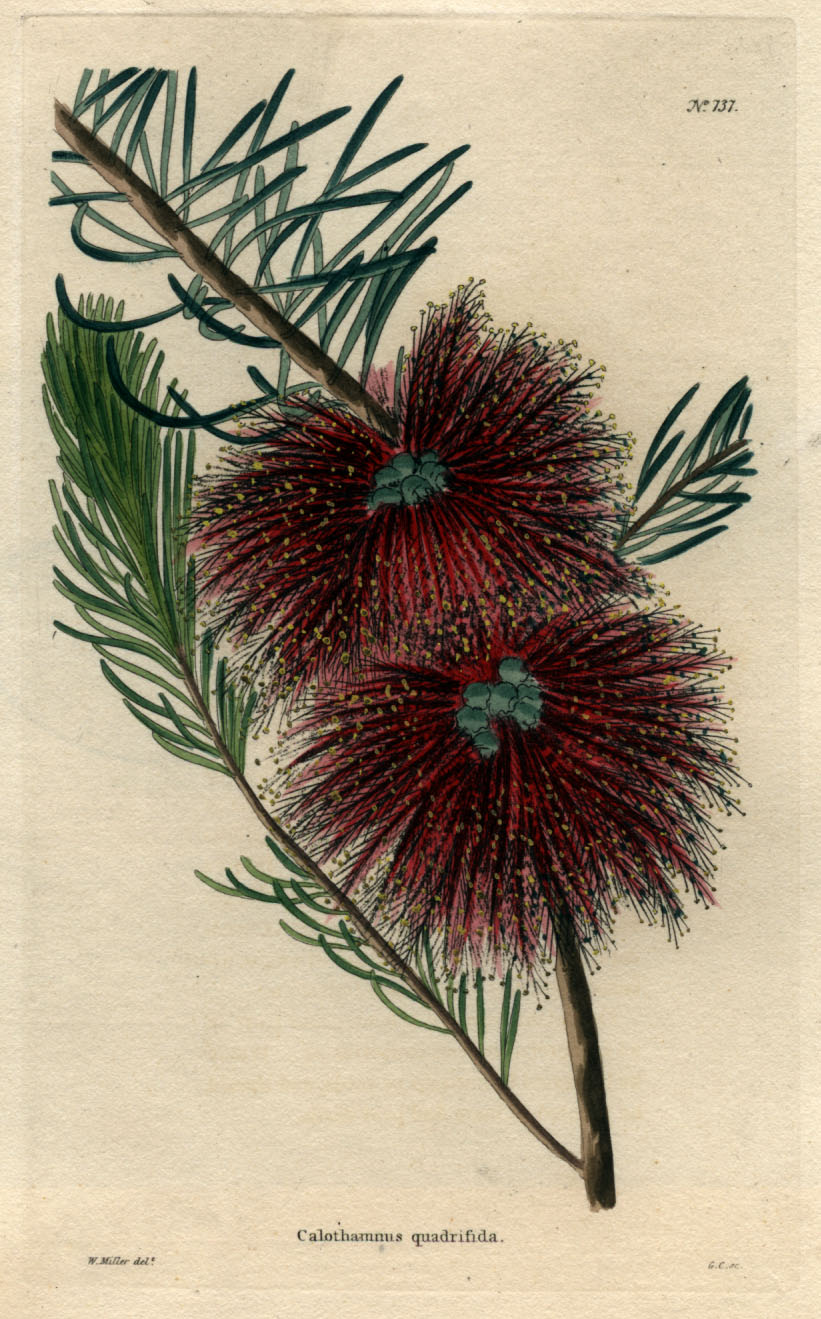
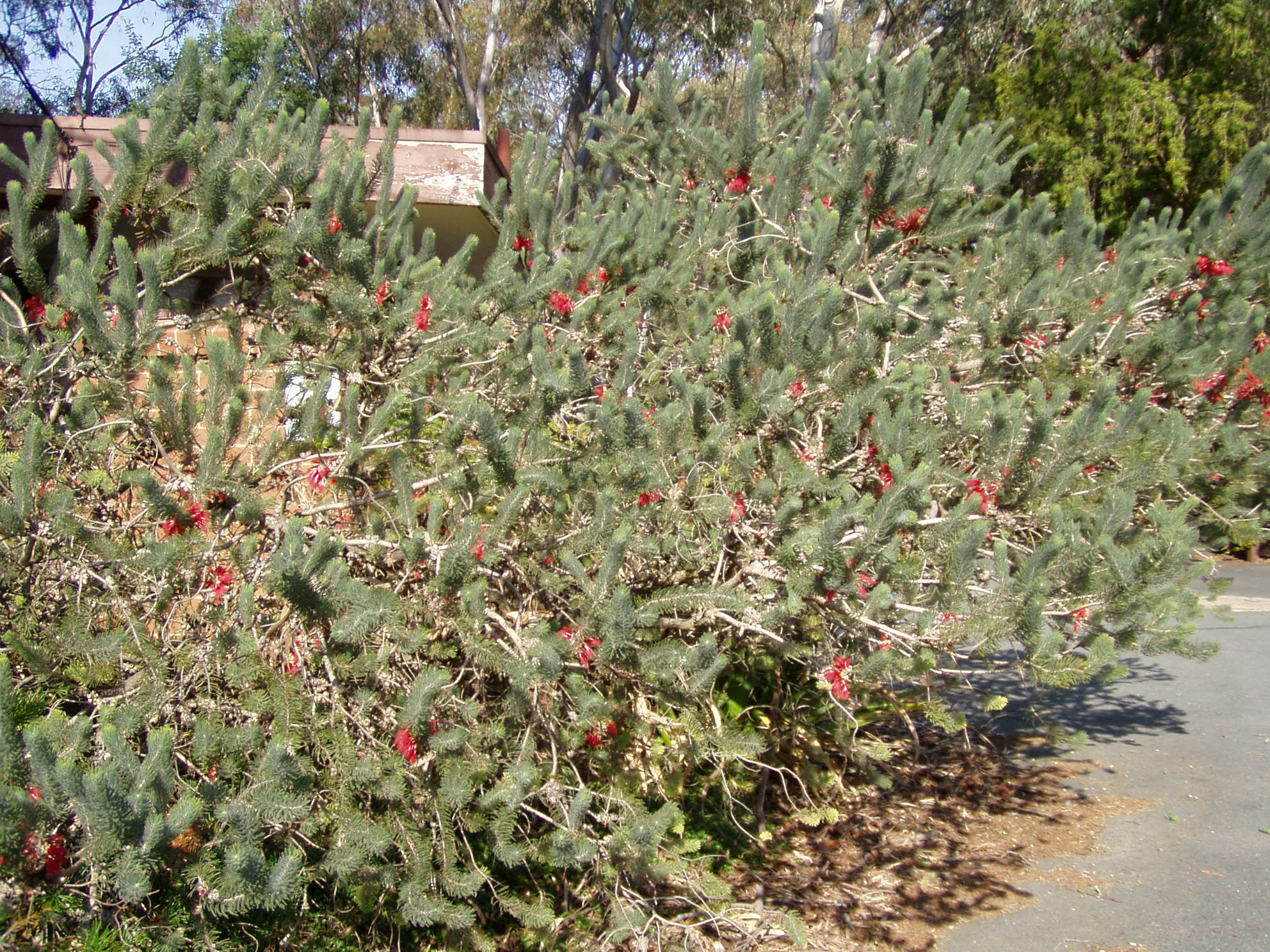